# Paw
Paw — американська альтернативна рок-група з Лоренса, штат Канзас, створена в 1990 році. Первісний колектив складали вокаліст Марк Хеннессі, гітарист Грант Фітч, басист Чарльз Брайан та барабанщик Пітер Фітч. Вони випустили два студійні альбоми — «Dragline» і «Death To Traitors», колекцію Б-сторін й ауттейків «Keep The Last Bullet For Yourself» та міні-альбом Home Is A Strange Place. Група розпалась у 2000 році. Хеннессі, Грант Фітч, і, пізніше, басист Джейсон Мажровський знов поєднались у 2008 році заради низки виступів.
| Валторна | Це незавершена стаття про рок-гурт. Ви можете допомогти проєкту, виправивши або дописавши її. |